# Moni Filosofou

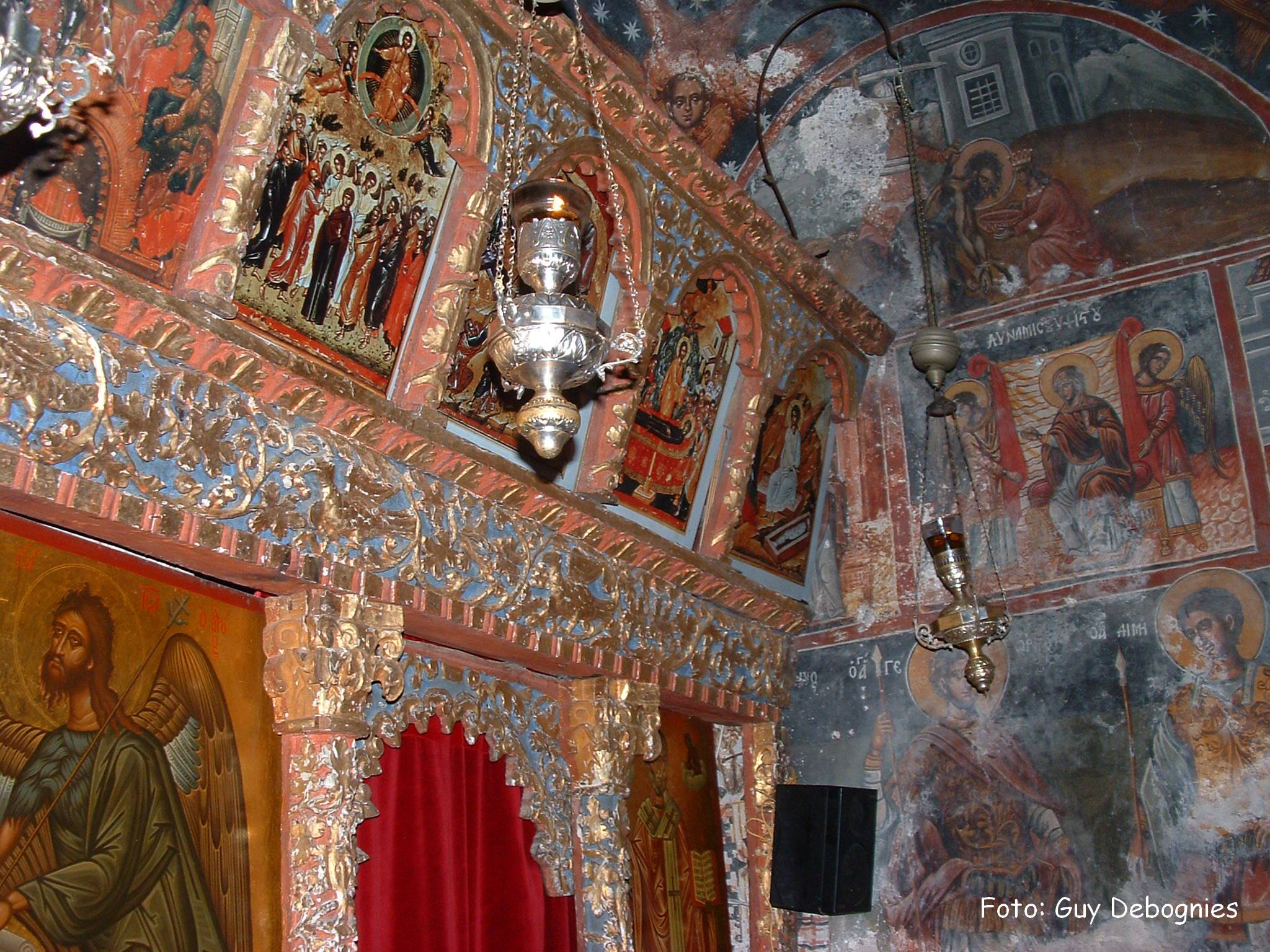
Het interieur van de 17e-eeuwse kloosterkerk ...

De Moní Filosófou (Grieks: Μονή Φιλοσόφου, d.i. Grieks voor Klooster van de Filosoof) is een beroemd Grieks klooster, bijzonder schilderachtig gelegen op de westelijke oever van de Lousios-kloof. Het is toegewijd aan het Ontslapen van de Moeder Gods en ontleent zijn naam aan zijn stichter, Johannes Lambardopoulos, die hofdignitaris was van keizer Nicephorus Phocas, en de bijnaam de filosoof droeg.
Het klooster bestaat uit twee gescheiden complexen.
- Het meest recente (Néa Moní Filosófou) is over de weg vanuit Dimitsana relatief gemakkelijk te bereiken. Het dateert van de laatste jaren van de 17e eeuw en is onlangs gerestaureerd. De kloosterkerk bezit schitterende fresco’s van de Kretenzische school, gesigneerd door een zekere Victor de Kretenzer.

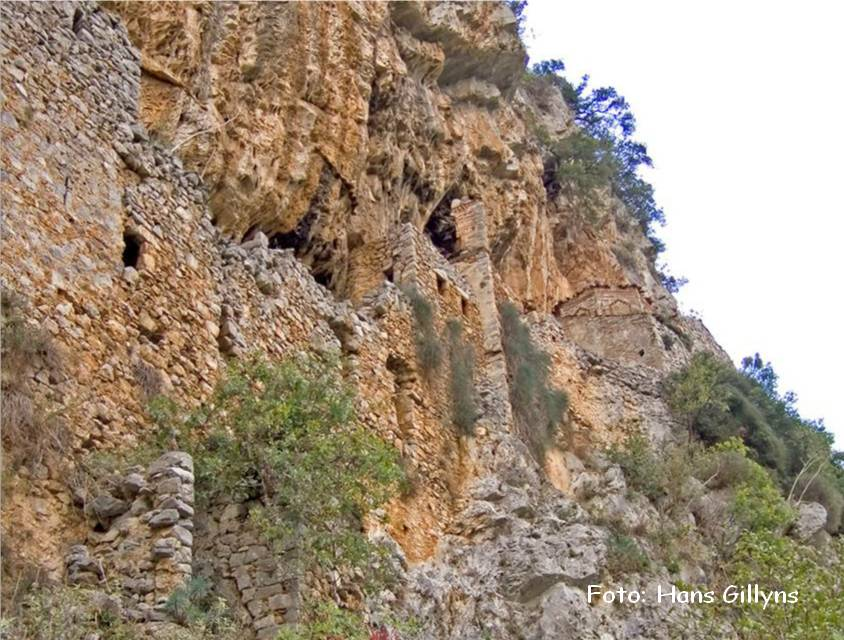
Het verlaten klooster: nauwelijks van de rotswand te onderscheiden ...

- Het oudste gedeelte (Paliá Moní), dat er tegenwoordig vervallen bij ligt, bevindt zich ± 500 m verder (en 50 m dieper) in de Lousios-kloof, en is enkel via een wandelpad te bereiken. Het is in 963 gesticht en werd reeds eeuwen geleden verlaten. Het werd gebouwd in een natuurlijke uitholling van de steile rotswand, waarvan het nauwelijks te onderscheiden valt. Omdat het zo goed verscholen lag en moeilijk toegankelijk was, was het tijdens de Osmaanse overheersing een van de onderwijscentra waar de Griekse tradities en de Orthodoxe godsdienst vrijwel ongestoord werden bewaard en doorgegeven. Daarom droeg het in de volksmond ook de naam Kryfó Scholió (d.i. Verborgen School. De kloosterkerk is vrij goed bewaard, en bezit een fraaie achthoekige koepel, maar van de kloostergebouwen zijn alleen de muren bewaard. 
 Vanhieruit kan men verder afdalen in de Lousios-kloof en het op de andere oever gelegen klooster Prodromou bereiken.